# Nogometni klub Dubrava
Il Nogometni klub Dubrava Tim kabel, conosciuto semplicemente come Dubrava (Tim kabel è lo sponsor), è una squadra di calcio di Zagabria, precisamente nel quartiere Gornja Dubrava (Croazia).

## Storia
La squadra viene fondata all'inizio dell'estate del 1945 da un gruppo di appassionati guidati dal presidente Stjepan Cinzek e dal segretario Branko Krathauker.
I primi tempi sono difficili, così nel 1950 si fonde con l'Istituto Autoremontnog a formare il Remont-Dubrava, ma nell'aprile dello stesso anno cambia ancora il nome in Saobraćaj (traffico). Alla fine di agosto 1953 la squadra si scioglie e cede il titolo sportivo al Tekstilac, ma già il 19 dicembre 1953 viene rifondata ed iscritta ai campionato regionali di Zagabria.
Al momento della nascita della Croazia indipendente, il Dubrava vive il suo momento migliore: due promozioni consecutive lo portano nella massima divisione. L'esperienza dura una sola stagione, la squadra retrocede e comincia una discesa nei campionati minori da cui non risalirà più.

## Strutture

### Stadio
Il NK Dubrava disputa le partite interne allo Športsko rekreacijski centar Grana-Klaka (centro sportivo ricreativo Grana-Klaka), sede anche della società.

## Palmarès

### Competizioni nazionali
- Druga hrvatska nogometna liga: 1

1992-1993 (Nord)

### Competizioni regionali
- Zagrebačka zona[2]

1946; 1947; 1950; 1958; 1980
- Treća nogometna liga: 1

2010-2011 (girone Centro)